# Klaus Dültgen
Klaus Dültgen (* 28. März 1938; † 3. August 2010) war ein deutscher Badmintonspieler. 

## Karriere
Klaus Dültgen gewann nach mehreren Medaillengewinnen im Nachwuchsbereich 1957 seine ersten Medaillen bei den deutschen Einzelmeisterschaften der Erwachsenen. Ein Jahr später wurde er zusammen mit Konrad Hapke deutscher Meister im Herrendoppel. 1960 siegte er in der gleichen Disziplin mit Dieter Schramm und 1962 noch einmal mit Konrad Hapke.

## Sportliche Erfolge
| Saison    | Veranstaltung                        | Disziplin    | Platz | Name |
| --------- | ------------------------------------ | ------------ | ----- | --- |
| 1953/1954 | Deutsche Einzelmeisterschaft U18     | Herrendoppel | 4     | Klaus Dültgen / Konrad Hapke (Merscheider TV)                                                                       |
| 1953/1954 | Deutsche Einzelmeisterschaft U18     | Mixed        | 3     | Klaus Dültgen / Karin Grego (Merscheider TV)                                                                        |
| 1954/1955 | Deutsche Einzelmeisterschaft U18     | Mixed        | 4     | Klaus Dültgen / Karin Grego (Merscheider TV)                                                                        |
| 1954/1955 | Westdeutsche Einzelmeisterschaft U18 | Mixed        | 1     | Klaus Dültgen / Karin Grego (Merscheider TV)                                                                        |
| 1954/1955 | Deutsche Einzelmeisterschaft U18     | Herrendoppel | 3     | Klaus Dültgen / Konrad Hapke (Merscheider TV)                                                                       |
| 1955/1956 | Deutsche Einzelmeisterschaft U18     | Herrendoppel | 4     | Klaus Dültgen / Konrad Hapke (Merscheider TV)                                                                       |
| 1956/1957 | Deutsche Einzelmeisterschaft         | Herrendoppel | 2     | Klaus Dültgen / Konrad Hapke (Merscheider TV)                                                                       |
| 1956/1957 | Deutsche Einzelmeisterschaft         | Mixed        | 3     | Konrad Dültgen / Irmgard Ehle (Merscheider TV / OBC 88 Ohligs)                                                      |
| 1957/1958 | Deutsche Einzelmeisterschaft         | Herrendoppel | 1     | Klaus Dültgen / Konrad Hapke (Merscheider TV)                                                                       |
| 1957/1958 | Westdeutsche Einzelmeisterschaft     | Herrendoppel | 1     | Klaus Dültgen / Konrad Hapke (Merscheider TV)                                                                       |
| 1958/1959 | Westdeutsche Einzelmeisterschaft     | Herrendoppel | 1     | Klaus Dültgen / Konrad Hapke (Merscheider TV)                                                                       |
| 1958/1959 | Deutsche Mannschaftsmeisterschaft    | Mannschaft   | 2     | Merscheider TV (Klaus Dültgen, Konrad Hapke, Dieter Füllbeck, Jürgen Koch, Gitti Neuhaus, Karin Grego)              |
| 1958/1959 | Deutsche Einzelmeisterschaft         | Herrendoppel | 3     | Klaus Dültgen / Konrad Hapke (Merscheider TV)                                                                       |
| 1959/1960 | Deutsche Einzelmeisterschaft         | Herrendoppel | 1     | Dieter Schramm / Klaus Dültgen (BC Düsseldorf / Merscheider TV)                                                     |
| 1960/1961 | Deutsche Einzelmeisterschaft         | Herrendoppel | 3     | Klaus Dültgen / Konrad Hapke (Merscheider TV)                                                                       |
| 1960/1961 | Deutsche Mannschaftsmeisterschaft    | Mannschaft   | 3     | Merscheider TV (Klaus Dültgen, Konrad Hapke, Dieter Füllbeck, Jürgen Koch, Gitti Neuhaus, Karin Grego)              |
| 1961/1962 | Deutsche Mannschaftsmeisterschaft    | Mannschaft   | 3     | Merscheider TV (Klaus Dültgen, Konrad Hapke, Dieter Füllbeck, Hartmut Meis, Peter Besken, Heide Hau, Gitti Neuhaus) |
| 1961/1962 | Deutsche Einzelmeisterschaft         | Herrendoppel | 1     | Klaus Dültgen / Konrad Hapke (Merscheider TV)                                                                       |

## Referenzen
- Martin Knupp: Deutscher Badminton Almanach, Eigenverlag/Deutscher Badminton-Verband (2003), 230 Seiten
- http://www.blv-nrw.de/berichte/2010/br09/dueltgen.htm

| Personendaten    | Personendaten              |
| ---------------- | -------------------------- |
| NAME             | Dültgen, Klaus             |
| KURZBESCHREIBUNG | deutscher Badmintonspieler |
| GEBURTSDATUM     | 28. März 1938              |
| STERBEDATUM      | 3. August 2010             |